# Dicranocentrus
Genre
Dicranocentrus est un genre de collemboles de la famille des Orchesellidae.

## Liste des espèces
Selon Checklist of the Collembola of the World (version du 23 août 2019) :
- Dicranocentrus albicephalus Xisto & de Mendonça, 2017
- Dicranocentrus amazonicus Bellini, Morais & Oliveira, 2013
- Dicranocentrus antillensis Mari Mutt, 1979
- Dicranocentrus assimilis Schött, 1927
- Dicranocentrus bicolor Handschin, 1924
- Dicranocentrus bidentatus Mari Mutt, 1983
- Dicranocentrus biseriatus Mari Mutt, 1981
- Dicranocentrus capitaneus Mari Mutt, 1985
- Dicranocentrus celatus Mari Mutt, 1985
- Dicranocentrus cercifer (Imms, 1912)
- Dicranocentrus chenae Ma, Chen & Soto-Adames, 2007
- Dicranocentrus chimborazoensis Najt, Thibaud & Mari Mutt, 1988
- Dicranocentrus colombiensis Mari Mutt, 1979
- Dicranocentrus cuprum Xisto & de Mendonça, 2016
- Dicranocentrus deharvengi Mari Mutt, 1981
- Dicranocentrus delamarei Mari Mutt, 1981
- Dicranocentrus eburneus Delamare Deboutteville, 1951
- Dicranocentrus edicitae Jacquemart, 1980
- Dicranocentrus fasciatus Yosii, 1961
- Dicranocentrus fraternus Mari Mutt & Bhattacharjee, 1980
- Dicranocentrus gapudi Mari Mutt, 1985
- Dicranocentrus gemellus Mari Mutt, 1985
- Dicranocentrus gracilis Schött, 1893
- Dicranocentrus halophilus Mari Mutt, 1985
- Dicranocentrus heloisae Arlé & Mendonça, 1982
- Dicranocentrus icelosmarias Soto-Adames & Anderson, 2017
- Dicranocentrus indecisus Mari Mutt, 1985
- Dicranocentrus indicus Bonet, 1930
- Dicranocentrus inermis Schött, 1927
- Dicranocentrus inermodentes (Uchida, 1944)
- Dicranocentrus janetscheki Yosii, 1971
- Dicranocentrus javanus Yoshii & Yayuk, 1989
- Dicranocentrus lawrencei Mari Mutt, 1979
- Dicranocentrus linnaniemii Börner, 1912
- Dicranocentrus litoreus Mari Mutt, 1985
- Dicranocentrus liuae Xu & Zhang, 2014
- Dicranocentrus longicornis (Carpenter, 1916)
- Dicranocentrus luzonensis Mari Mutt, 1985
- Dicranocentrus magnus Xisto & de Mendonça, 2017
- Dicranocentrus marias Wray, 1953
- Dicranocentrus marimutti Xisto & de Mendonça, 2017
- Dicranocentrus melinus Xisto & de Mendonça, 2016
- Dicranocentrus meruensis Wahlgren, 1908
- Dicranocentrus millsi Mari Mutt, 1979
- Dicranocentrus nepalensis Mari Mutt, 1980
- Dicranocentrus nigritus Mari Mutt, 1979
- Dicranocentrus orellanae Jacquemart, 1980
- Dicranocentrus orientalis Mari Mutt, 1979
- Dicranocentrus paramoensis Mari Mutt, 1983
- Dicranocentrus peckorum Najt, Thibaud & Mari Mutt, 1988
- Dicranocentrus pikachu Xisto & de Mendonça, 2017
- Dicranocentrus pilosus (Mari Mutt, 1980)
- Dicranocentrus platensis (Izarra, 1972)
- Dicranocentrus problematicus Denis, 1948
- Dicranocentrus reunionensis Mari Mutt, 1985
- Dicranocentrus schoetti Mari Mutt, 1979
- Dicranocentrus silvestrii Absolon, 1903
- Dicranocentrus simplex Yosii, 1959
- Dicranocentrus singularis Mari Mutt & Bhattacharjee, 1980
- Dicranocentrus solomonensis Mari Mutt, 1979
- Dicranocentrus spinosus Prabhoo, 1971
- Dicranocentrus stachi (Denis, 1925)
- Dicranocentrus sundanensis Schött, 1925
- Dicranocentrus termitophilus Handschin, 1924
- Dicranocentrus thaicus Yosii, 1961
- Dicranocentrus violaceus Mari Mutt, 1981
- Dicranocentrus wangi Ma & Chen, 2007
- Dicranocentrus yoshiius Mari Mutt, 1988
- Dicranocentrus zebratus Mari Mutt, 1985

## Publication originale
- Schött, 1893 : Beiträge zur Kenntniss der Insektenfauna von Kamerun. 1. Collembola. Bihang till Kongl. Svenska vetenskaps-akademiens handlingar, vol. 19, no 4, p. 1-28 (texte intégral).